# ...And the Bag's in the River
«...and the Bag's in the River» es el tercer episodio de la primera temporada de la serie de televisión estadounidense de drama Breaking Bad. Escrito por Vince Gilligan y dirigido por Adam Bernstein, se emitió en AMC en los Estados Unidos y Canadá el 10 de febrero de 2008.

## Trama
Walt y Jesse limpian los restos sangrientos de Emilio mientras Krazy-8 recupera la conciencia en el sótano. Mientras habla con Walt, Krazy-8 revela que Jesse les contó a él y a Emilio sobre la vida personal de Walt. Luego se enfrenta a Jesse, que lo reprende por no cumplir con su parte del trato con los dos. Mientras tanto, Skyler le dice a Marie que está trabajando en una nueva historia corta con un personaje drogadicto y le pregunta sobre la marihuana. Marie supone que Skyler cree que Walt Jr. está fumando marihuana, pero Skyler insiste en que solo estaba hablando de su historia. Marie le pide a Hank que asuste a Walt Jr., lo que lo lleva a llevar a Walt Jr. a un motel para mostrar cómo la metanfetamina ha corroído los dientes de una prostituta.
Walt llama a Skyler para disculparse por llegar tarde, alegando falsamente que está trabajando en el lavadero de autos. Skyler le informa a Walt que ella sabe que renunció a su trabajo allí dos semanas antes y con enojo le dice que no vuelva a casa. Walt sopesa los pros y los contras de matar a Krazy-8, luego se derrumba en el piso del sótano mientras le trae un sándwich, rompiendo el plato. Después de que recupera la conciencia, Walt le dice a Krazy-8 que tiene cáncer de pulmón. Después de entablar una conversación con Krazy-8 y aparentemente formar un vínculo con él, Walt decide dejarlo en libertad. Walt va a buscar la llave de la cerradura de la bicicleta que lo mantiene cautivo. Sin embargo, se da cuenta de que falta un fragmento del plato roto. De mala gana garrotea a Krazy-8 con el candado de la bicicleta mientras apuñala hacia atrás en la pierna de Walt con el plato roto. Walt vuelve a casa y encuentra a Skyler sentada en la cama, llorando. Él dice que tiene algo que decirle.
Mientras tanto, Hank y varios agentes de la DEA descubren el sitio de cocina en el desierto junto con el auto de Krazy-8. Dentro del auto encuentran una pequeña bolsa de metanfetamina de cristal cocinada por Walt. La familia de los nativos americanos entrega la máscara de laboratorio que la joven encontró en el episodio anterior.

## Producción
El episodio fue escrito por Vince Gilligan y dirigido por Adam Bernstein; se emitió por AMC en los Estados Unidos y Canadá el 10 de febrero de 2008.

## Recepción de la crítica
El episodio recibió aclamación de la crítica. Seth Amitin de IGN le dio al episodio una calificación de 8.9 sobre 10 comentando: «Si pones cada episodio de cada programa de televisión en existencia y lo enrollas en una bola gigante, dudamos que salgas con algo tan intenso como ese un minuto de televisión donde Walt mató a Crazy-8». Donna Bowman de The A.V. Club le dio al episodio una A-, diciendo: «Todas las cosas pesadas que tanto amé y describí anteriormente; sin embargo, este también fue un episodio lleno de líneas hilarantes».

## Significado del título
El título del episodio es parte de una línea de la película de 1957 Sweet Smell of Success, en la que un personaje informa que resolvió un problema. Significa que Walt mata a Krazy-8.
J.J. Hunsecker: Eso significa que tienes un plan. ¿Puedes entregar?
Sidney Falco: Esta noche, antes de irte a la cama. El gato está en la bolsa y la bolsa en el río.